# David Coverdale
David Coverdale   (Saltburn-by-the-Sea, 22 de setembre de 1951) és un músic, compositor i vocalista britànic de hard rock i glam metal, conegut pel seu treball amb Whitesnake, un grup de rock dur que va fundar el 1978. Abans de Whitesnake, Coverdale va ser el cantant principal de Deep Purple de 1973 a 1976, després del qual va establir la seva carrera en solitari. Una col·laboració amb l'ex-guitarrista de Led Zeppelin Jimmy Page va donar lloc a un àlbum d'estudi "Coverdale-Page" el 1993 que posteriorment va ser certificat platí.
El 2016, Coverdale va ser inclòs al Saló de la Rock and Roll Hall of Fame com a membre de Deep Purple, donant un dels discursos d'introducció de la banda. Coverdale és conegut sobretot per la seva veu poderosa i amb tons de blues, així com per la seva personalitat escènica vibrant, afectuosa i amorosa. El seu rang vocal es considera el d'un tenor leggero. 

## Biografia
Coverdale va néixer el 22 de setembre de 1951 a Saltburn-by-the-Sea, North Riding of Yorkshire, Anglaterra, fill de Thomas Joseph Coverdale i Winnifred May (Roberts) Coverdale. Al voltant dels 14 anys, va començar a actuar professionalment i a desenvolupar la seva veu. "No crec que se m'hagués trencat la veu", va explicar a Sounds el 1974. "I va ser llavors quan vaig aprendre per primera vegada a cantar amb l'estómac, que sembla una ximpleria, però és totalment diferent d'una veu normal". Coverdale va començar a actuar amb les bandes locals Vintage 67 (1966–68), The Government (1968–72) i Fabulosa Brothers (1972–73).
L'any 1973 Coverdale es guanyava la vida treballant en una botiga venent pantalons, abans de contestar un anunci anònim en el qual es demanava vocalista per la banda Deep Purple, per reemplaçar l'ex-membre Ian Gillan. De forma gairebé increïble, agafaren aquest total desconegut que, segons es conta, només havia enviat una demo gravada en pèssimes condicions, però, segons va dir el teclista Jon Lord, hi havia cinc segons en els quals la seva veu s'elevava i demostrava «alguna cosa». Així va ser com aquest gran vocalista es va fer famós.
Va ser el vocalista del grup Deep Purple durant el període de 1973 a 1976, però el seu gran èxit va advenir posteriorment amb la creació de la seva nova banda Whitesnake. Al món anglosaxó, se'l considera un dels millors vocalistes de tots els temps. El seu so hard rock amb influències del blues britànic es va fer popular en la dècada dels 80 amb èxits com «Still of the night», «Bad Boys», «Here I go Again», «Is this love?», «Fool for Your lovin' no more» i «Crying in the rain», juntament amb Whitesnake.

## Carrera

### Carrera inicial

#### Deep Purple (1973–1976)
El 1973 Coverdale va veure un article en una còpia de Melody Maker, on deia que Deep Purple estava fent una audició per als cantants per substituir Ian Gillan. Coverdale havia liderat un grup local anomenat The Government, que havia tocat amb Deep Purple en el mateix cartell el 1969, de manera que ell i la banda estaven familiaritzats, i després d'enviar una cinta i després fer una audició, Coverdale, que posseeix el rang vocal d'un tenor legiero, va ser admès a la banda, amb el baixista Glenn Hughes afegint també la seva pròpia veu.
El febrer de 1974, Deep Purple va llançar el seu primer àlbum amb Coverdale i Hughes, titulat Burn, que va ser certificat Or als EUA el 20 de març de 1974 i al Regne Unit l'1 de juliol. L'abril de 1974, Coverdale i Deep Purple van actuar davant més de 200.000 fans en el seu primer viatge als Estats Units al California Jam.
El desembre de 1974, Burn va ser seguit per Stormbringer, que també va ocupar l'estatus d'àlbum d'or als EUA i el Regne Unit. Les influències funk i soul del disc anterior eren encara més destacades aquí i aquesta va ser una de les raons per les quals el guitarrista Ritchie Blackmore va deixar la banda el juny de 1975.
En lloc de dissoldre's, Coverdale va ser fonamental per persuadir la banda de continuar amb el guitarrista nord-americà Tommy Bolin (de Billy Cobham i la fama de The James Gang). Com va dir Jon Lord, "David Coverdale es va acostar a mi i em va dir: "Si us plau, mantingui la banda unida. David va tocar a l'àlbum que Tommy va fer amb Billy Cobham. Ens va agradar que hi toqués i vam convidar Tommy a fer una audició." La banda va llançar un àlbum d'estudi amb Bolin, Come Taste the Band el 1975, que va tenir menys èxit comercial que els discos anteriors. La gira de suport va resultar difícil, ja que tant Hughes com Bolin tenien hàbits de drogues. El març de 1976, al final de l'espectacle final de la gira, Coverdale va marxar plorant i va presentar la seva renúncia, a la qual li van dir que no hi havia cap banda per deixar-ho. La decisió de dissoldre Deep Purple havia estat presa un temps abans de l'últim programa per Lord i Ian Paice (els últims membres originals restants), que no ho havien dit a ningú més. La ruptura es va fer pública finalment el juliol de 1976. Coverdale va dir en una entrevista: "Vaig tenir por de deixar la banda. El violeta va ser la meva vida, el violeta em va donar el descans, però de totes maneres volia sortir."

#### En solitari (1977–1978)
Després de la desaparició de Deep Purple, Coverdale es va embarcar en una carrera en solitari. Va publicar el seu primer àlbum el febrer de 1977, titulat White Snake. Totes les cançons van ser escrites per Coverdale i el guitarrista Micky Moody. Com a primer esforç en solitari, Coverdale va admetre més tard: "És molt difícil pensar enrere i parlar amb raó sobre el primer àlbum. White Snake havia estat un afer molt interior, reflexiu i discret en molts aspectes, escrit i gravat com va ser després del col·lapse de Deep Purple". Tot i que l'àlbum no va tenir èxit, el seu títol va inspirar el nom de la futura banda de Coverdale.
El 1978, Coverdale va publicar el seu segon àlbum en solitari Northwinds, que va tenir molt millor acollida que l'àlbum anterior. Però abans de la publicació del disc, ja havia format una nova banda.

#### Primera era de Whitesnake (1978–1982)

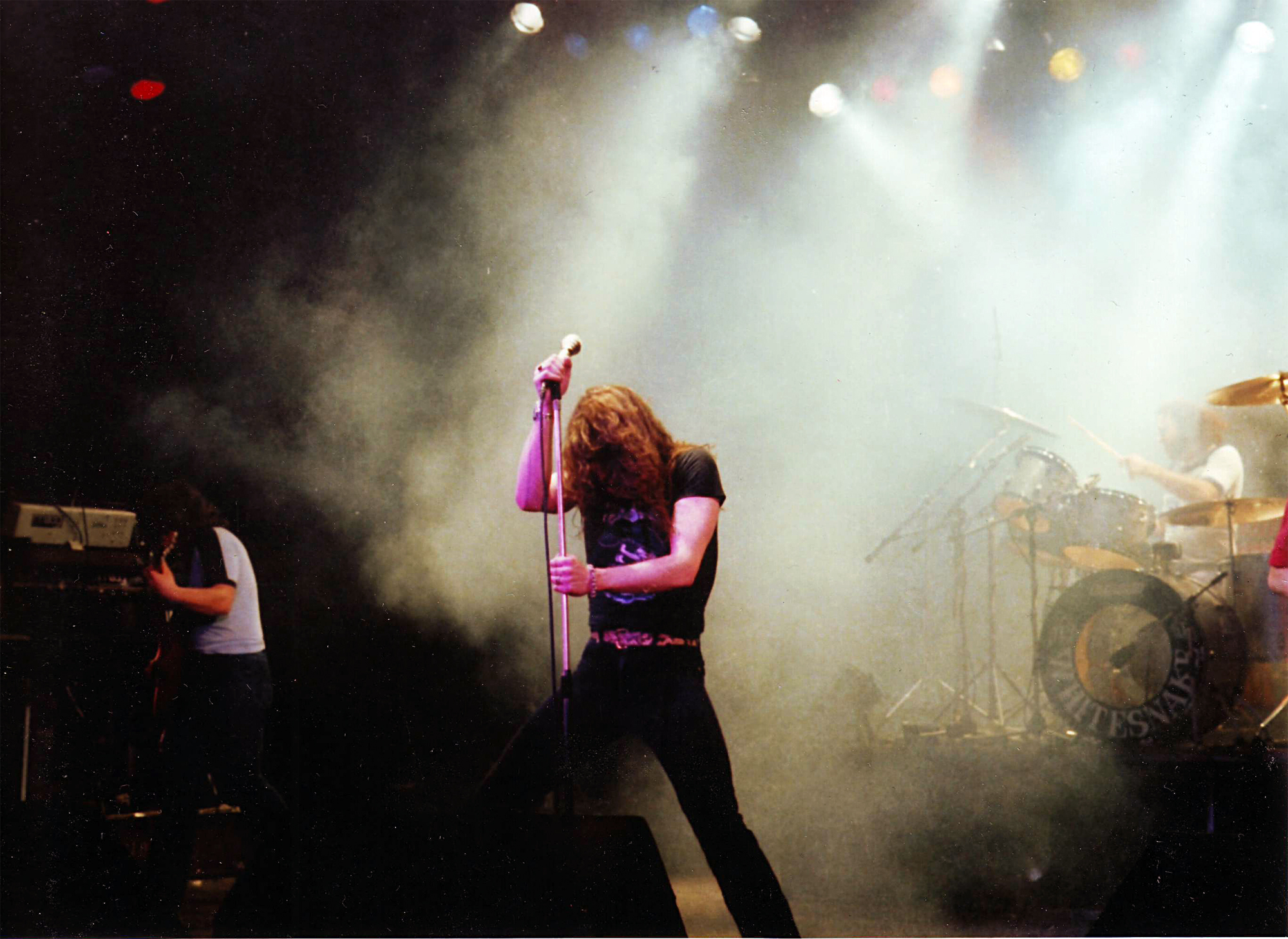
Coverdale amb Whitesnake al Hammersmith Odeon, Londres, 1981

Després d'enregistrar Northwinds, Coverdale aviat va formar la banda Whitesnake, amb Bernie Marsden i Micky Moody ambdós encarregats de les guitarres. Tot i que originalment era una banda de gira per al primer àlbum en solitari de Coverdale, aviat es va convertir en una banda a temps complet. A principis de 1978, la banda va publicar l'EP Snakebite, que més tard va ser reempaquetat com un àlbum complet (titulat Snakebite, publicat el juny de 1978), amb la cara B extreta de l'àlbum Northwinds de Coverdale. Per a l'àlbum següent, Trouble, Coverdale es va unir al seu antic company de Deep Purple, el teclista Jon Lord. Per a l'àlbum de Whitesnake de 1980, Ready an' Willing, el bateria Ian Paice també es va unir al grup. Ready an' Willing també va incloure el principal èxit de la banda fins a aquell moment, la cançó "Fool for Your Loving", que va arribar al número 13 a les llistes britàniques i al número 53 al Billboard Hot 100 dels EUA. Ready an' Willing va ser seguit pel més reeixit Come an' Get It el 1981. Durant el 1982, Coverdale es va prendre una estona per cuidar la seva filla malalta i va decidir posar en suspens a Whitesnake. Quan David Coverdale va tornar a la música, va reformar la banda, que després va gravar l'àlbum Saints &amp; Sinners.
El 1982, segons la revista britànica de heavy metal Kerrang!, Coverdale va ser considerat per a la posició de vocalista de Black Sabbath després de la marxa de Ronnie James Dio, que va rebutjar.

### Ruptura

#### Èxit internacional de Whitesnake (1983–1991)

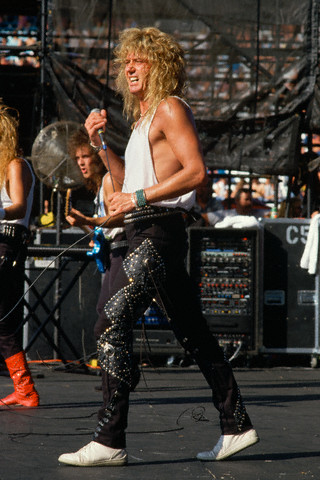
Coverdale actuant amb Whitesnake a la seva gira de 1987

Whitesnake va guanyar una popularitat important al Regne Unit, Europa i Àsia, però l'èxit nord-americà va seguir sent difícil. L'any 1984, l'àlbum Slide It In va fer mal a les llistes dels Estats Units (aconseguint el número 40), però no prou per ser considerat un èxit. A temps per al llançament als Estats Units de Slide It In, Coverdale va fer un intent calculat d'actualitzar el so i l'aspecte de Whitesnake reclutant el guitarrista John Sykes de les restes de Thin Lizzy. Sykes va portar un so de guitarra més contemporani i agressiu amb ell i tenia maneres escèniques a l'alçada. Les últimes connexions de Deep Purple restants es van tallar quan Jon Lord va marxar després de gravar Slide It In per tornar a formar Deep Purple. (Ian Paice havia deixat Whitesnake el 1982.)
El 1985, Sykes i Coverdale van començar a treballar en noves cançons per al següent àlbum, però Coverdale aviat va contreure una greu sinusitis que va fer gairebé impossible l'enregistrament durant gran part del 1986 i que va fer pensar als metges que potser no tornaria a cantar mai més. Coverdale finalment es va recuperar i es van continuar els enregistraments. Però abans que el seu proper àlbum fos totalment gravat i llançat, Coverdale havia acomiadat Sykes de la banda. Segons els informes, la separació amb Sykes no va ser amistosa.
En moltes entrevistes d'època, Coverdale va declarar que el següent àlbum era un àlbum de creació o ruptura de Whitesnake, i si no tenia èxit, dissoldria Whitesnake per complet. Durant el 1987 i el 1988, Amèrica del Nord va ser finalment guanyada, amb l'àlbum homònim multiplatí Whitesnake, coescrit en la seva major part amb Sykes, però que inclou el virtuós de la guitarra Adrian Vandenberg, com a músic de sessió.
L'àlbum de 1987 ha venut vuit vegades el platí des del seu llançament, impulsat per senzills d'èxit com "Here I Go Again" i "Is This Love", i finalment va convertir Whitesnake en un autèntic cap de cartell de concerts a Amèrica del Nord. A finals de la dècada de 1980 i principis de la dècada de 1990, atrapat en l'era de la "Glam metal", Coverdale va mantenir Whitesnake amb un gran èxit malgrat els canvis de formació.
El 1989, Coverdale va reclutar Vandenberg per gravar un nou àlbum, Slip of the Tongue. Vandenberg va coescriure l'àlbum sencer amb Coverdale, però una lesió al canell el va deixar amb el treball de guitarra en solitari. Steve Vai va ser reclutat, tornant a gravar la majoria de les parts existents de Vandenberg i acabant l'àlbum. Un cop llançat, va ser un gran èxit comercial a Europa i als EUA.
L'àlbum va assolir el número 10 als Estats Units i ha aconseguit l'estatus de platí. La resposta de la crítica va ser mixta, i els crítics d'Allmusic Steve Erlwine i Greg Prato van assenyalar que, malgrat les elevades vendes, Slip of the Tongue va ser una decepció considerable després de l'èxit general de Whitesnake". La gira següent, per a la qual Vandenberg va tornar a tocar juntament amb Vai, va consolidar la reputació de Whitesnake com a gegant en el món del rock dur. La gira va continuar fins a finals de 1990.

En aquell moment, Coverdale havia quedat incòmode amb què pensava que s'havia convertit Whitesnake i va admetre que s'hi va "enganxar". En una entrevista, Coverdale va declarar:
| « | Cada cop es feia més fort, i jo també, fins al punt que ara m'he de disfressar com un "home femení" i burlar-me amb el serrell o el cabell qüestionables i tot s'està tornant una mica... avorrit. | » |

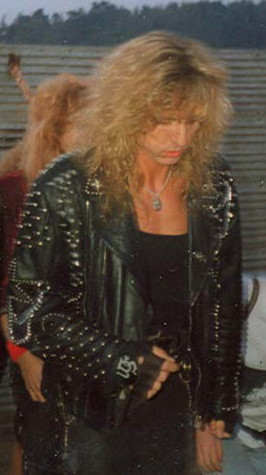
Coverdale al festival Monsters of Rock el 1990

El 1990, Coverdale va cantar i coescriure (amb Hans Zimmer i Billy Idol) la cançó "The Last Note of Freedom" per a la pel·lícula de Tony Scott Dies de tro.
El 26 de setembre de 1990, després de l'últim espectacle de la gira Slip of the Tongue a Tòquio, Coverdale va dissoldre Whitesnake indefinidament. Cansat del negoci en general, dels rigors de les gires i preocupat per la seva separació i posterior divorci de Tawny Kitaen, Coverdale va voler trobar altres valors a la vida i es va dedicar "temps privat per reflexionar" i tornar a valorar la seva direcció professional.

#### Coverdale i Page (1991–1993)
A principis de la primavera de 1991, es va establir una col·laboració amb el guitarrista Jimmy Page de Led Zeppelin. Ambdues parts han dit que la col·laboració els va revitalitzar a molts nivells. Aquesta col·laboració va donar lloc a l'àlbum Coverdale-Page publicat el març de 1993. L'àlbum va ser un èxit a tot el món aconseguint el número 4 al Regne Unit i el número 5 als Estats Units, i va ser certificat platí als EUA el 7 d'abril de 1995, però la gira nord-americana de l'àlbum va haver de ser cancel·lada a causa de lenta venda d'entrades. Després d'una gira japonesa limitada, Coverdale i Page es van separar. En part, el problema havien estat les comparacions vocals amb Robert Plant que havia liderat Led Zeppelin. Alguns del seu públic van criticar a Coverdale, sentint que era només un clon de Plant; El mateix Plant es va referir a l'equip com "David Cover-Version". Altres van considerar que la col·laboració de curta durada només va servir per inspirar a Page a tornar a connectar amb Plant, un any després.

### Anys posteriors

#### El retorn de Whitesnake (1994, 1997–1998)
El 1994, Coverdale va reunir una nova formació de Whitesnake (a excepció del company musical de Coverdale, el guitarrista Adrian Vandenberg i el baixista Rudy Sarzo, ambdós a Whitesnake des de 1987) per fer una gira per al llançament de l'àlbum Greatest Hits de Whitesnake. La banda es va separar de nou després de la gira. Després d'això, Coverdale va tornar a retirar-se del negoci musical durant tres anys. El 1997 Coverdale va tornar i va llançar Restless Heart (amb Vandenberg a la guitarra). Originalment se suposava que l'àlbum era l'àlbum en solitari de Coverdale, però la companyia discogràfica va obligar a publicar-lo sota el sobrenom de "David Coverdale & Whitesnake". La gira va ser anunciada com la gira de comiat de Whitesnake, durant la qual Coverdale i Vandenberg van tocar dos espectacles desconnectats, un al Japó i l'altre per a VH1. El primer dels dos espectacles es va estrenar l'any següent sota el títol Starkers in Tokyo. Després que la gira Restless Heart-tour va acabar, Coverdale va tornar a plegar Whitesnake i es va fer un altre petit descans de la música.

#### Tornar en solitari (1999–2002)
L'any 2000, Coverdale va llançar el seu primer àlbum en solitari en 22 anys, titulat Into The Light. Tot i que l'àlbum no va ser un èxit, va tornar Coverdale al negoci de la música.

#### Reforma de Whitesnake (2002-present)

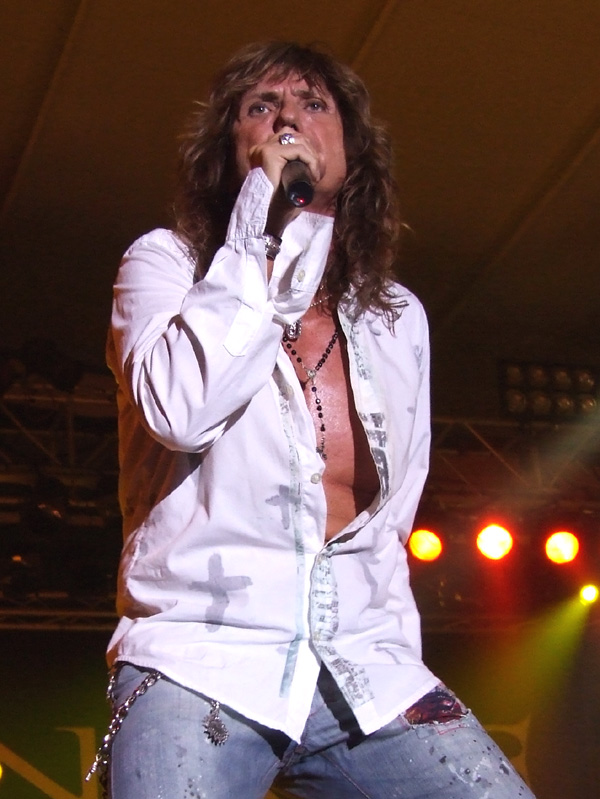
Coverdale, actuant amb Whitesnake al Lorca Rock Festival, Llorca, 2006

El desembre de 2002, Coverdale va reformar Whitesnake per a una gira americana i europea, amb Tommy Aldridge a la bateria, Marco Mendoza (baix), Doug Aldrich (guitarra), Reb Beach (ex-guitarrista de Winger) i el teclista Timothy Drury. El 2004–2005 va veure a Whitesnake embarcar-se en una gira pels Estats Units, Amèrica del Sud i Europa. Un DVD en directe, rodat durant la gira de 2004 al mític Hammersmith Apollo, es va publicar el febrer de 2006. El juny de 2006 Coverdale va signar un nou contracte discogràfic amb Steamhammer Records. El primer llançament sota el nou contracte va ser el doble àlbum en directe Live: In the Shadow of the Blues (publicat el 27 de novembre de 2006); l'àlbum també contenia 4 temes d'estudi nous escrits per Coverdale i Aldrich.
El 2008, la banda (amb un nou baixista i bateria) va llançar el seu primer àlbum d'estudi nou en més de 10 anys titulat Good to Be Bad. La banda va fer una llarga gira per l'àlbum. També el 2008, Whitesnake es va embarcar en una gira europea com a part d'una doble factura amb els seus companys de rock de Yorkshire Def Leppard.
El 2009, Whitesnake va fer una gira amb Judas Priest al British Steel 30th Anniversary Tour. L'11 d'agost de 2009, Whitesnake estava fent un espectacle al Red Rocks Amphitheatre de Morrison, Colorado, quan Coverdale va patir algun tipus de lesió vocal. Després de veure un especialista, es va anunciar el 12 d'agost de 2009 que Coverdale havia patit un edema sever de les cordes vocals i una lesió vascular de les cordes vocals esquerres. La resta de la gira amb Judas Priest es va cancel·lar perquè aquesta lesió no empitjorés.
A principis de febrer de 2010, Coverdale va anunciar que la seva veu semblava haver-se recuperat completament del trauma que el va deixar de banda ell i la banda de la gira de Priest. Va dir que havia estat gravant noves demos, amb l'objectiu d'un nou àlbum de Whitesnake, i que a la cinta la seva veu sonava plena i forta. L'àlbum d'estudi Forevermore va ser llançat el 25 de març de 2011, amb Aldrich i Beach.
El maig de 2015, amb la incorporació del virtuós de la guitarra Joel Hoekstra (abans Of Night Ranger), la banda va llançar The Purple Album amb versions de les cançons que Coverdale havia interpretat originalment amb Deep Purple.
El 2016, Whitesnake es va embarcar en la gira "Great Hits", a ciutats seleccionades d'Amèrica del Nord i Europa. El 2022, la banda va començar la seva gira de comiat retardada per la COVID-19 que va començar a Dublín el 10 de maig de 2022, però només va poder continuar fins a la seva cita a Croàcia el 2 de juliol de 2022. Després de cancel·lar les últimes 11 cites de la etapa europea de la gira a causa de problemes de salut que afectaven a diversos membres de la banda, com Reb Beach, Tommy Aldridge i el mateix Coverdale, Whitesnake va cancel·lar posteriorment tota la etapa nord-americana de 2022 de la seva Farewell Tour, ja que Coverdale es va veure obligat a tractar amb problemes de salut respiratòria que afectaven els seus sins i tràquea.

## Vida personal
Coverdale es va casar el 1974 amb Julia Borkowski de Polònia, i la seva filla Jessica va néixer el 1978. El segon matrimoni de Coverdale va ser amb l'antiga model i actriu Tawny Kitaen, des del 17 de febrer de 1989 fins que es van divorciar dos anys més tard, l'abril de 1991. Kitaen era coneguda per les seves aparicions provocatives als vídeos musicals de Whitesnake per "Here I Go Again", "Is This Love" i "Still of the Night". Des de 1997, viu amb la seva tercera dona, Cindy, (autora de The Food That Rocks); tenen un fill anomenat Jasper.
L'1 de març de 2007, Coverdale es va convertir en ciutadà estatunidenc, en una cerimònia a Reno, Nevada, i ara té la doble ciutadania estatunidenca i britànica. Fa més de 20 anys que viu a Incline Village, Nevada.

## Discografia

### en solitari
- 1977 Whitesnake
- 1978 Northwinds
- 1990 "The Last Note of Freedom" - cançó que apareix a la banda sonora de Dies de tro
- 1993 Coverdale–Page (amb l'ex-guitarrista de Led Zeppelin Jimmy Page)
- 2000 Into the Light

### Actuacions convidades
- 1974 Roger Glover - The Butterfly Ball and the Grasshopper's Feast
- 1974 Jon Lord - Windows - 2n moviment, Gemini
- 1976 Eddie Hardin - Wizard's Convention ("Money To Burn")
- 1978 Barbi Benton - Ain't That Just The Way (coguionista de "Up in the Air")
- 1990 Steve Vai - Passion and Warfare
- 1992 Bernie Marsden - The Friday Rock Show Sessions (quatre enregistraments en directe de 1981: "Who's Fooling Who?", "Shakey Ground", "Mira'm ara", "Byblos Shack")
- 1995 Young &amp; Moody – The Nearest Hits Album (coguionista de "Sunrise To Sunset")
- 2000 Bernie Marsden – And About Time Too ("Who's Fooling Who", enregistrament en directe del '81, només a la reedició de l'àlbum)
- 2003 Tony Franklin - Wonderland ("Sunshine Lady")
- 2014 Adrian Vandenberg - Moonkings ("Sailing Ships")
- 2014 Bernie Marsden - Shine ("Problems")
- 2015 Delta Deep de Phil Collen - Delta Deep

### Aparicions en cinema i televisió
- 1977 The Butterfly Ball
- 1990 Dies de tro
- 2011 Metal Evolution
- 2012 A Passion for the Vine
- 2013 Behind The Music Remastered, ep. Deep Purple
- 2016 Here I Go Again: David Coverdale